# Frullania nepalensis
Frullania nepalensis là một loài rêu tản trong họ Jubulaceae. Loài này được (Spreng.) Lehm. & Lindenb. miêu tả khoa học lần đầu tiên năm 1845.